# 太原经济技术开发区
太原经济技术开发区是位于山西省太原市的一个开发区，2001年6月经国务院批准为国家级经济技术开发区。开发区基本形成了装备制造（主要由煤机成套装备、高速铁路装备、新能源汽车装备三大产业板块组成）、电子信息、新能源新材料、食品及农产品加工、生物制药等五大产业基地。

## 地理
太原经济技术开发区，北境至太原市南过境高速公路，南至南环铁路线北侧，西起大运路，东至南畔村以东。一期规划起步区域为9.6平方公里，北起新华街，南至化章街，西起大运路，东至大发路。二期开发20平方公里，三期再开发20平方公里。辖区为小店区的一个类似乡级单位。

## 行政区划
太原经济技术开发区共辖以下地区 ：
城西居委会龙飞社区、南畔社区、鸿洋社区、南黑窑社区、化章堡社区、下庄社区、疙瘩营社区、杨庄社区、经济开发区园区社区。